# コンシェルジュ

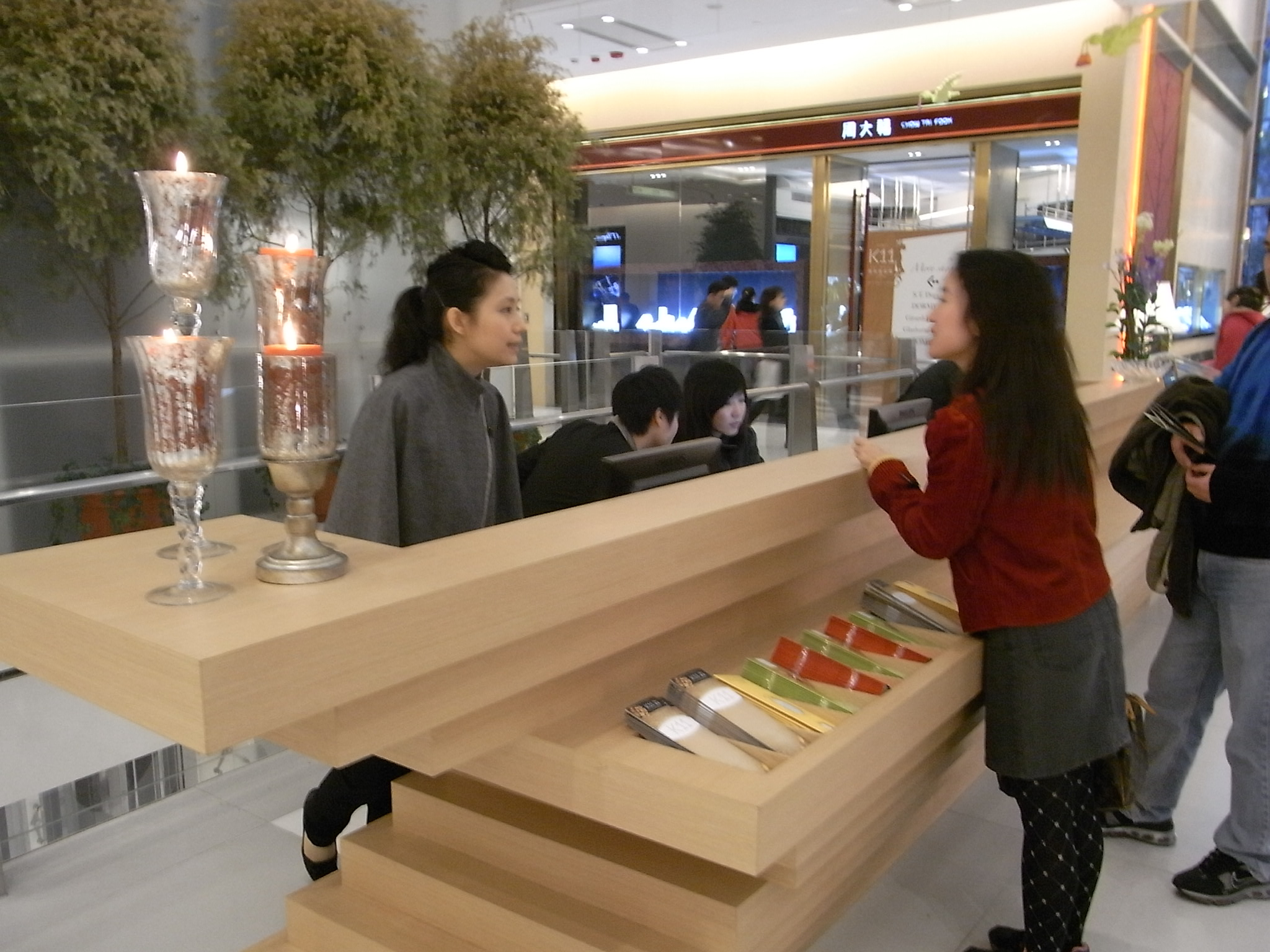
ショッピングモールに於けるコンシェルジュ。

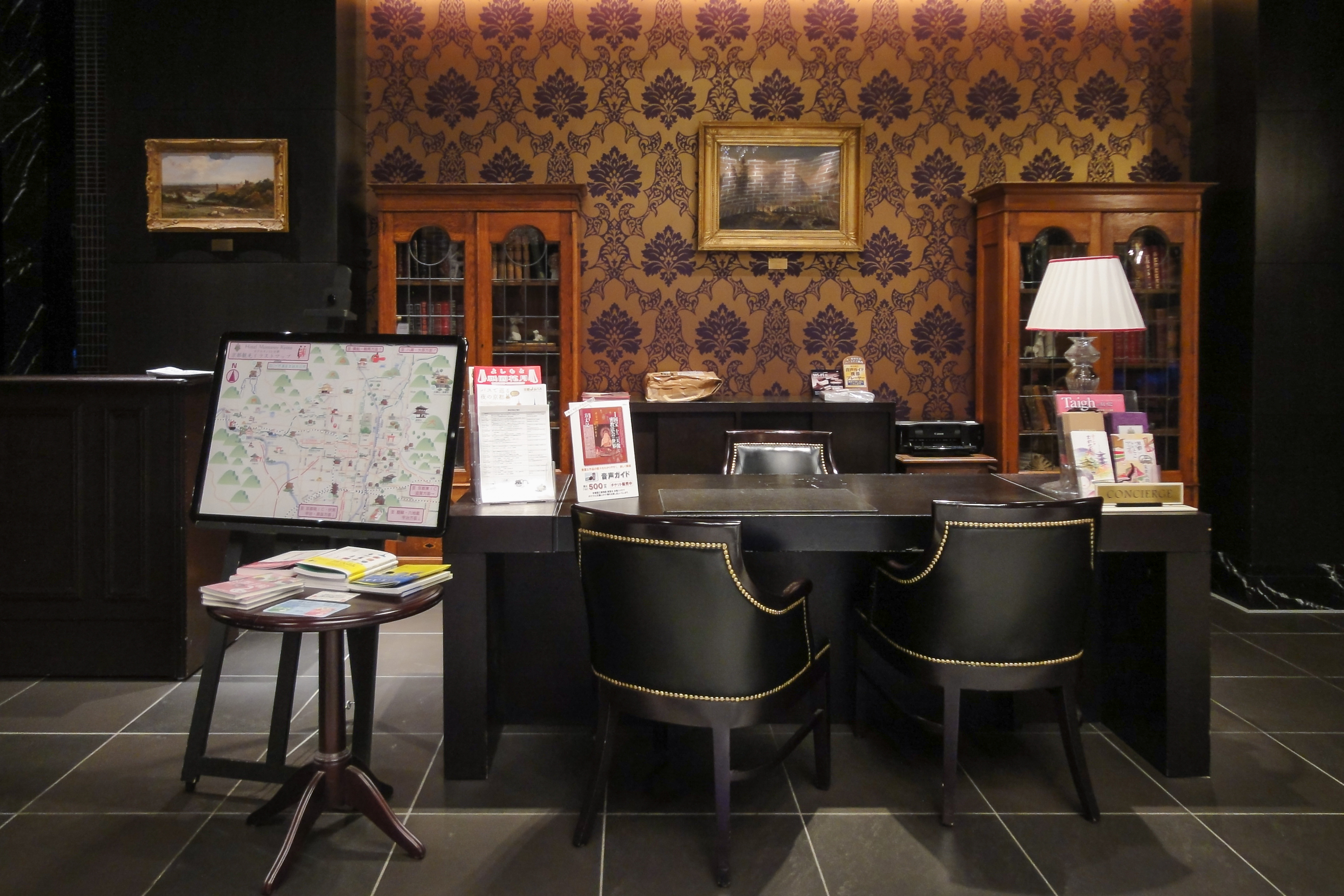
日本のホテルロビーに設置されたコンシェルジュデスク。

コンシェルジュまたはコンシェルジェ（フランス語: concierge）とは、サービス業の一つ。
コンシェルジュという言葉は、本来フランス語では「集合住宅（アパルトマン）の管理人」という程度の意しか持たない単語である。そこから解釈を広げ、ホテルの宿泊客のあらゆる要望、案内に対応する「総合世話係」というような職務を担う人の職業名として使われている。宿泊客のあらゆる要望に応えることをそのモットーとしていることもあり、「（宿泊客の要望に対して）決してNOとは言わない」と言われている。

## 歴史
中世の時代から、コンシェルジュは巡礼者が訪れる教会に常に在中し、ホスピタリティー（思いやりと暖かさ）をもって巡礼者を迎え、旅にまつわるトラブルを解決し、次の目的に正しく導く手伝いをしていた、という歴史が存在する。

## 団体
国際的でかつ最も権威の高いコンシェルジュ団体として、1929年にフランスで設立されたLes Clefs d'Or (レ・クレドール＝金の鍵)があり、会員は“交差した2本の金色の鍵”のバッジを襟に着けている。

## 派生
近年はホテルに限らず、ステーションコンシェルジュ（JR）やボーテ・コンシェルジュ（伊勢丹）など、種々の施設で同様の役割を担う人をコンシェルジュと呼ぶような使い方や、サービス体系として「コンシェルジュサービス」という呼び方もされている。
ホテルのコンシェルジュ同様にマンションのフロントで居住者向けの生活サポートサービスを提供するスタッフを「コンシェルジュ」と呼び、こちらはフランス語の原義に近い意味合いとなる。
また、ギフトの分野では、カタログギフトのように多数の品、サービス中から商品を選ぶのではなく、ギフトを贈られた側が質問（好きな色、好きな香り、年代、趣味など）に答えることによってその道のプロが最適な商品を選択、ブレンドして送付してくれる「コンシェルジュギフト」と呼ばれる商品がある。
さらに、インターネットサービスの分野でも、ポンシェルジュ（クーポンとコンシェルジュの造語/共同購入クーポンサイト）のように新造語の一部として使われている例もある。